# Biblioteka Uniwersytetu Kazimierza Wielkiego

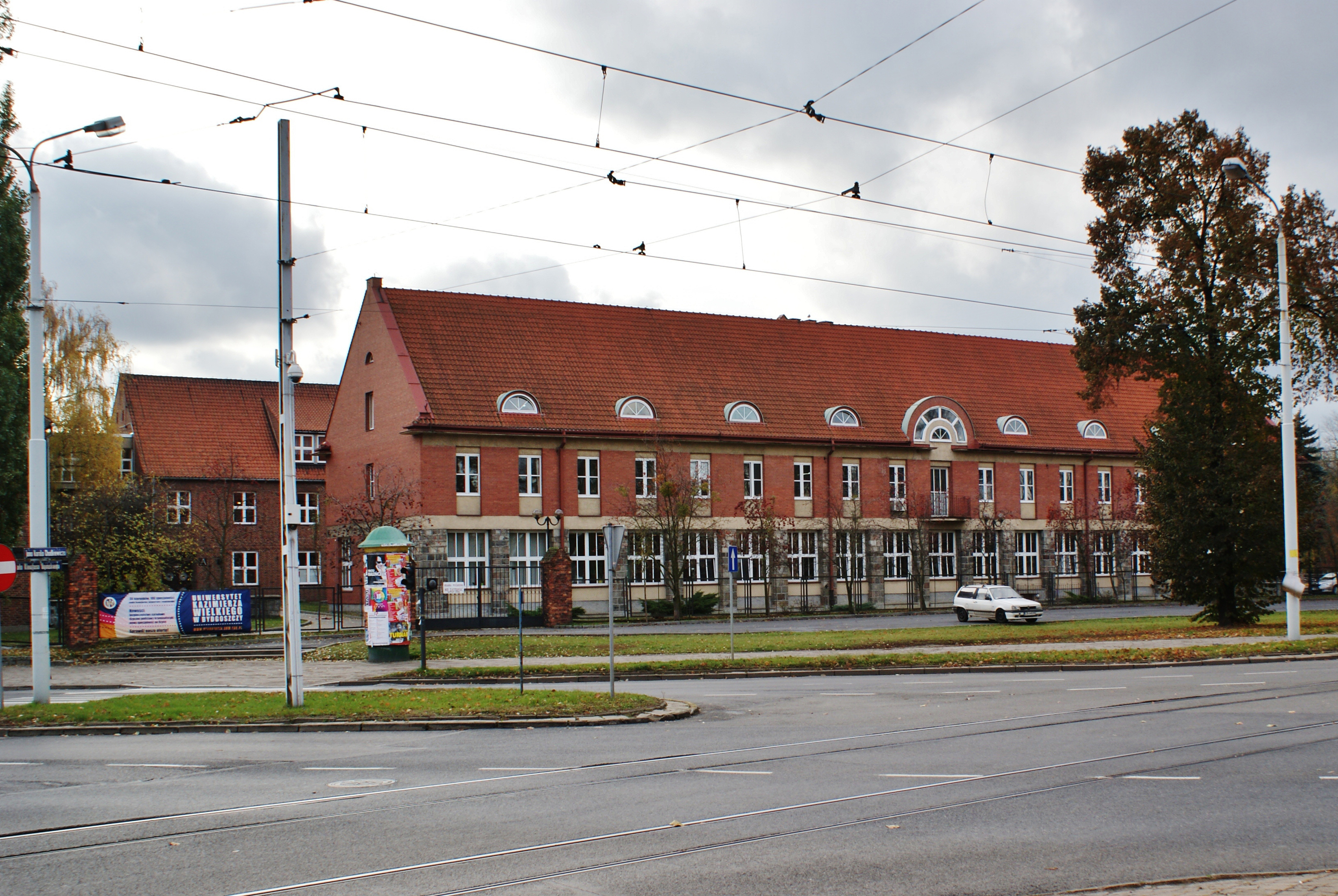
Stara biblioteka

Biblioteka Uniwersytetu Kazimierza Wielkiego (UKW) – największa książnica uczelniana w Bydgoszczy, a druga w regionie kujawsko-pomorskim. Wraz z filią, Biblioteką Psychologiczną, tworzy jednolity system biblioteczno-informacyjny.

Jej głównym zadaniem jest organizowanie warsztatu pracy naukowej i dydaktycznej dla wykładowców, doktorantów i studentów Uniwersytetu. Biblioteka UKW gromadzi, opracowuje, przechowuje i udostępnia zbiory własne, a także – poprzez uczestniczenie w wypożyczeniach międzybibliotecznych – zasoby innych bibliotek krajowych i zagranicznych. Poza tym prowadzi działalność informacyjną, dydaktyczną, bibliograficzną i bibliometryczną, dokumentuje dorobek naukowy pracowników Uniwersytetu, a także współtworzy kolekcje cyfrowe, które udostępnia w Kujawsko-Pomorskiej Bibliotece Cyfrowej (KPBC) i na stronie uczelnianego repozytorium.  Oprócz zapewnienia stałego  dostępu do bogatych zasobów wiedzy, zarówno w formie tradycyjnej, jak i elektronicznej, Biblioteka prowadzi także różnorodną działalność kulturotwórczą. Jest instytucją otwartą, nie tylko dla pracowników i studentów UKW. Mogą z niej korzystać także mieszkańcy miasta i regionu.

## Historia
Biblioteka została utworzona w 1969 r. Stanowiła wówczas zaplecze naukowe Wyższej Szkoły Nauczycielskiej (WSN) w Bydgoszczy. Pięćdziesięciotysięczny księgozbiór, będący początkiem kolekcji, został przejęty z bydgoskich szkół średnich kształcących nauczycieli: Seminarium Nauczycielskiego, Liceum Pedagogicznego i Studium Nauczycielskiego. W 1972 r. WSN przekształciła się w Wyższą Szkołę Pedagogiczną z możliwością nadawania tytułu magistra. Była to największa uczelnia w regionie wszechstronnie kształcąca kadrę pedagogiczną. Tym potrzebom odpowiadał starannie gromadzony księgozbiór biblioteki. W 2000 r. Uczelnia zyskała status akademii. Od tego momentu zmienił się także profil zbiorów z humanistycznego na bardziej uniwersalny. W 2005 r. Akademia Bydgoska przekształciła się w uniwersytet, a Biblioteka zyskała status najmłodszej wówczas biblioteki uniwersyteckiej w Polsce.

## Gmach
Do 1993 roku Biblioteka nie posiadała własnego budynku. Zbiory były rozproszone i znajdowały się w różnych miejscach gmachu Uczelni. Część z nich narażona była na zalewanie wodami gruntowymi, dlatego w 1991 r. podjęto decyzję o wybudowaniu biblioteki uczelnianej. Budynek został oddany do użytku w 1993 roku, jednak od samego początku nie spełniał pokładanych w nim nadziei i szybko okazał się za ciasny. Uczelnia rozwijała się dynamicznie, przybywało studentów, rozrastała się kadra naukowa, tworzyły się nowe kierunki studiów. Sytuację częściowo ratowały biblioteki wydziałowe, ale kolekcja ulegała coraz większemu rozproszeniu. Poza tym postępujący proces komputeryzacji Biblioteki wymagał miejsca na ulokowanie sprzętu komputerowego. Jego także brakowało. W związku z tym, w 2007 roku, władze Uczelni podjęły decyzję o budowie nowej biblioteki. W  2010 r. podpisano umowę o dofinansowaniu ze środków Regionalnego Programu Operacyjnego Województwa Kujawsko-Pomorskiego budowy nowoczesnego, odpowiadającego potrzebom Uczelni, gmachu książnicy. Budynek powstał nieopodal głównego kampusu Uczelni, przy ulicy Szymanowskiego 3. Prace ruszyły w 2011 r., a Bibliotekę oddano do użytku w październiku 2013 r.  Jej powierzchnia użytkowa wynosi 18 tysięcy metrów kwadratowych, z czego 3 tys. stanowi strefa Wolnego Dostępu, z najnowszym i najczęściej wykorzystywanym przez użytkowników księgozbiorem, liczącym 150 tys. książek, a także kabinami i pokojami przeznaczonymi do pracy indywidualnej i zespołowej. W bibliotece znajdują pomieszczenia dydaktyczne, liczne pracownie m.in. Zbiorów Specjalnych, Pamięci bydgoszczan, Digitalizacji, Badań nad Kulturą Studencką, a także sale konferencyjne i komputerowe oraz powierzchnie ekspozycyjne, w tym profesjonalna galeria na pierwszym piętrze. Ma tu również swoją siedzibę muzeum uniwersyteckie. Zbiory biblioteczne przechowywane są w nowoczesnych, pojemnych magazynach. Budynek jest funkcjonalny, zbudowany zgodnie z wytycznymi dotyczącymi architektury bibliotecznej i spełnia oczekiwania najbardziej wymagających użytkowników. Umożliwia nie tylko dostęp do wiedzy, lecz także ciekawe spędzenie czasu wolnego.

## Zbiory
Księgozbiór biblioteki liczy przeszło 800 tys. jednostek. W Bibliotece Psychologicznej znajduje się przeszło 10 tys. książek. Chlubą biblioteki jest kolekcja zbiorów specjalnych, skrupulatnie budowana przez pierwszego dyrektora, dr Henryka Dubowika. Tworzą ją inkunabuły(18), stare druki, dawne mapy, grafiki, rękopisy i in. Książki, zwłaszcza te pochodzące z XV i XVI w., reprezentują najważniejsze ośrodki drukarstwa w Polsce i na zachodzie Europy, wytwory najbardziej znanych oficyn wydawniczych. Ta  starannie dobrana kolekcja ma jeszcze jedną wartość. Pozwala prześledzić dzieje książki i kultury.
W bibliotece można także skorzystać z elektronicznych baz danych dostępnych w ramach licencji krajowej. Od 2022 r. Biblioteka wykupiła dostęp do platformy Ibuk Libra wydawnictwa PWN. W chwili obecnej udostępnia ona niespełna 6 tys. tytułów książek.

## Komputeryzacja i digitalizacja
W 1993 roku rozpoczął się proces komputeryzacji Biblioteki. Pierwsze rekordy katalogowe powstały w systemie Sowa. Na przełomie 1999/2000 r. rozpoczęto wdrażanie wielomodułowego systemu komputerowego Horizon. Od 2008 r. Biblioteka współpracuje z Narodowym Uniwersalnym Katalogiem Centralnym NUKAT.
W 2005 roku została uruchomiona Pracownia Digitalizacji, która zajmuje się tworzeniem cyfrowych kopii dokumentów znajdujących się nie tylko w Bibliotece UKW, ale także w innych bibliotekach regionu m.in. Wojewódzkiej i Miejskiej Bibliotece Publicznej w Bydgoszczy, Bibliotece Miejskiej im. Jana Kasprowicza w Inowrocławiu i in. Jednym z podstawowych celów działalności Pracowni jest cyfryzacja dokumentów szczególnie cennych, nieudostępnianych na co dzień. Cyfrowa kopia zapewnia im ochronę i umożliwia nieograniczony czasem i przestrzenią, swobodny dostęp. Zdigitalizowane dokumenty można przeglądać w Kujawsko-Pomorskiej Bibliotece Cyfrowej (KPBC).
W latach 2018–2021 Biblioteka UKW w Bydgoszczy uczestniczyła w realizacji Projektu „Ucyfrowienie zasobów akademickich regionu kujawsko-pomorskiego dla potrzeb nauki i dydaktyki całego kraju”. Celem Projektu było zorganizowanie dostępu, popularyzacja, ochrona i zachowanie dla przyszłych pokoleń cennych obiektów kultury i sztuki, znajdujących się w zasobach Biblioteki Uniwersytetu Mikołaja Kopernika, Uniwersytetu Kazimierza Wielkiego, Książnicy Kopernikańskiej, Muzeum Dyplomacji i Uchodźctwa Polskiego oraz Muzeum Oświaty. W ramach projektu Biblioteka UKW ucyfrowiła 10 tys. dokumentów, w tym m.in. liczne starodruki, grafiki Wojciecha Weissa, dokumenty z pracowni Pamięć bydgoszczan oraz Pracowni Dziedzictwa Kulturowego Kresów Wschodnich, kolekcję węgierską (archiwum rodzinne Josefa Szügyi Trajtlera), archiwum Wandy i Karola Poznańskich, sprawozdania towarzystw naukowych i gimnazjów z XIX i XX w., a także publikacje pracowników naukowych UKW, które zasiliły zasób uczelnianego repozytorium.

## Pamięć mieszkańców
Pamięć Bydgoszczan i Regionu – Archiwum Historii Mówionej zajmuje się gromadzeniem, opracowaniem, archiwizowaniem i upowszechnianiem relacji mieszkańców Bydgoszczy dotyczących historii, wyglądu miasta, ważnych wydarzeń politycznych, gospodarczych, kulturalnych i społecznych, życia codziennego, ciekawych osobistości związanych Bydgoszczą itp. W latach 2011–2024 w Archiwum zarejestrowano 1780 opowieści 78 świadków. Ponadto zgromadzono 131 dokumentów (lub ich kopii), a także 621 fotografii. Działalność Archiwum ma na celu stworzenie niebanalnej i ciekawej opowieści o Bydgoszczy i jej mieszkańcach, historii szczególnej, bo opisanej przez samych bydgoszczan. Jest ono jednym z przeszło 500 ośrodków w Polsce zajmującym się historią mówioną.
W latach 2011–2015 projekt Pamięć bydgoszczan był dofinansowywany przez Miasto Bydgoszcz, dzięki czemu na stronie KPBC opublikowano 65 nagrań. Z kolei w okresie 2018–2021, w ramach Programu Operacyjnego Polska Cyfrowa  „Ucyfrowienie zasobów akademickich regionu kujawsko-pomorskiego dla potrzeb nauki i dydaktyki całego kraju”, na stronie KPBC dodano 1000 obiektów (nagrań i fotografii) z Archiwum.

## Baza Dorobku Naukowego Pracowników UKW
Od początku istnienia Biblioteka rejestruje dorobek naukowy pracowników Uczelni. Ukazały się dwie publikacje drukowane pt. „Bibliografia publikacji Pracowników Wyższej Szkoły Pedagogicznej” za lata 1969–1978 i 1979–1988, autorstwa Marii Czarneckiej-Dąbek. Od 1999 r. do rejestracji danych zaczęto używać pierwszego, prostego program bazodanowego. W 2008 r. wdrożony został bibliograficzno-bibliometryczny system Expertus. Od września 2013 r. pracownicy naukowi oraz doktoranci UKW zostali zobligowani Zarządzeniem Rektora do zgłaszania wszystkich swoich publikacji do Sekcji Informacji Naukowej (obecnie Oddziału IN) zajmującej się prowadzeniem Bazy Dorobku Naukowego. Dane zarejestrowane w Bazie importowane są do Modułu Sprawozdawczego Polskiej Bibliografii Naukowej i stanowią podstawę do oceny parametrycznej Uczelni.

## Repozytorium
W 2014 roku w Bibliotece uruchomione zostało uczelniane repozytorium. Jest to otwarta, pełnotekstowa platforma, która gromadzi i udostępnia materiały dydaktyczne oraz dorobek naukowy pracowników i doktorantów bydgoskiego Uniwersytetu. Pracuje w open source’owym systemie DSpace. Zbiory liczą 7595 pozycji (stan na 29 sierpnia 2024 r.) i uporządkowane są w pięciu kolekcjach tematycznych: Czasopisma naukowe, Nauki Humanistyczne, Nauki Inżynieryjno-Techniczne, Nauki Ścisłe i Przyrodnicze, Nauki Społeczne. Materiały deponowane w Repozytorium UKW są widoczne w zewnętrznych serwisach i katalogach wyszukiwawczych, w tym przede wszystkim w Google oraz Google Scholar.

## Dane badawcze
W 2021 roku w Bibliotece powstał Zespół Konsultacyjny ds. Planu Zarządzania Danymi Badawczymi dla pracowników i doktorantów UKW. Wspiera on kadrę naukową Uczelni w wypełnianiu wniosków konkursowych do Narodowego Centrum Nauki.

### Działalność kulturotwórcza
Od początku istnienia Biblioteka UKW prowadzi bogatą działalność kulturotwórczą. W nowym gmachu, wyposażonym w powierzchnie wystawiennicze i profesjonalną galerię, działalność ta mocno się rozwinęła. Ogromną popularnością cieszą się wernisaże malarstwa, rzeźby, rysunku i fotografii artystycznej. W bibliotece odbywają się także spotkania literackie, poetyckie, sesje okolicznościowe, prelekcje, wykłady i warsztaty. Wiele propozycji kulturalnych książnica oferuje podczas Tygodnia Bibliotek. Bibliotekarze biorą także udział w Bydgoskim Festiwalu Nauki, a od 2022 r. w Europejskich Dniach Dziedzictwa. W 2023 r. po raz pierwszy w bibliotece odbyła się Akademicka Seniorada Kulturalna zorganizowana we współpracy z Kazimierzowskim Uniwersytetem Trzeciego Wieku.
Od 2017 roku Biblioteka bierze aktywny udział w działalności Stowarzyszenia Muzeów Uczelnianych, czego owocem jest powstanie bibliotecznego Oddziału Zbiorów Muzealnych, który gromadzi materiały i pamiątki dotyczące historii, organizacji, działalności naukowej, dydaktycznej, kulturalnej i sportowej Uczelni. Książnica UKW wraz z lokalnymi instytucjami kultury corocznie współorganizuje obchody Nocy Muzeów.
Od 2022 roku w Bibliotece działa Dyskusyjny Klub Książki. W 2023 roku powstał Klub Miłośników Klasyki, a w 2024 Komiksowy Klub Dyskusyjny. Prężnie działa także Pracownia Badań Kultury Studenckiej, która powstała w 2022 roku.

## Biblioteka dla niepełnosprawnych
Biblioteka w pełni przystosowana jest do obsługi osób z niepełnosprawnościami. Budynek posiada windy, odpowiednio dostosowane toalety oraz napisy na drzwiach w alfabecie Braille’a. W Oddziale Wolnego Dostępu znajdują się kabiny dla osób z dysfunkcją ruchu, słabowidzących i niewidomych, wyposażone w specjalistyczny sprzęt ułatwiający korzystanie ze zbiorów bibliotecznych. Za swoją działalność w tym obszarze Biblioteka została już dwukrotnie nagrodzona: Lodołamaczem w 2018 roku w kategorii Przyjazna Przestrzeń oraz w 2013 roku – Dyplomem Przyjazny.

## Dyrektorzy Biblioteki UKW w Bydgoszczy
- Henryk Dubowik (1969–1996)
- Maria Czarnecka-Dąbek (1996–2008)
- Aldona Chlewicka-Mączyńska (od 2008)